# Marko Škop
Marko Škop (nascut el 1974 a Prešov, Eslovàquia) és un director de cinema eslovac.
Es va llicenciar en periodisme a la Universitat Comenius de Bratislava el 1996 i en direcció cinematogràfica a l'Acadèmia d'Arts Escèniques de Bratislava el 2001. Va obtenir el seu doctorat en mitjans de comunicació a la Facultat de Filosofia de l'Universitat Comenius de Bratislava el 2005.

## Filmografia
- 2006: Iné svety
- 2008: Slepé lásky (Productor)
- 2009: Osadné
- 2012: Nový život (Productor)
- 2013:  Zázrak' (Producer)
- 2015: Eva Nová[1] (Director / guionista / Productor)
- 2019 : Nech je svetlo (Director / Productor)

## Premis
Al Festival Internacional de Cinema de Karlovy Vary, Iné svety va rebre el "Premi del Públic" i la "Menció Especial del Jurat" el 2006, i Osadné va ser guardonat amb el "Millor Documental" el 2009.
Al BFI London Film Festival, Osadné va ser nominada al "Premi Grierson" el 2009.
Al Festival Internacional de Cinema de Toronto 2015, Eva Nová va guanyar el premi de la Federació Internacional de la Premsa Cinematogràfica (FIPRESCI) pel programa Discovery.